# Ледовое пари (Бремен)

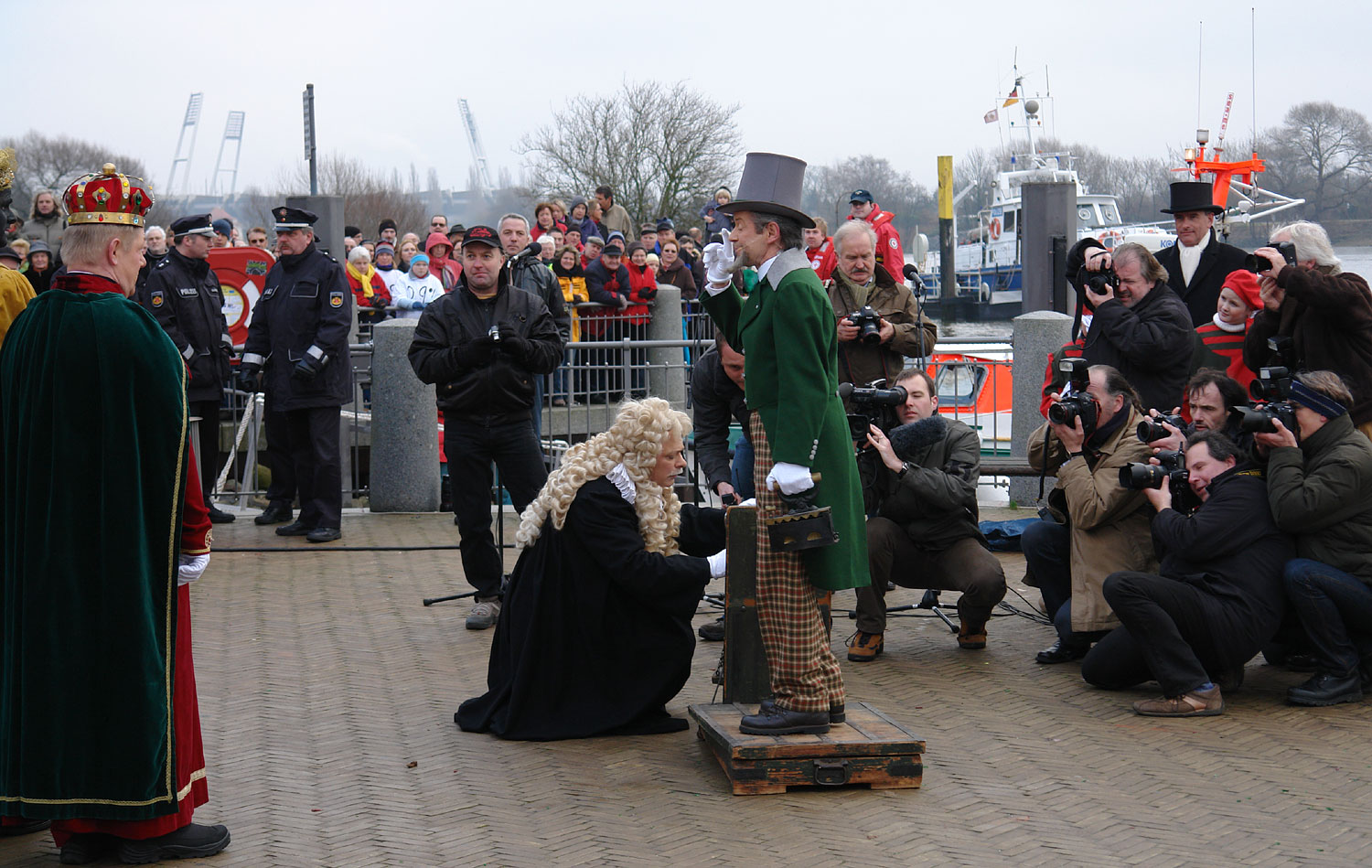
Взвешивание «портняжки»

Ледовое пари (Ледяной спор) (нем. Eiswette) — старинный немецкий обычай, проходящий во время проведения Праздника трёх королей.

## История
Обычай восходит к временам, когда зимой замерзала река Везер, становилась несудоходной и превращалась в каток, место для развлечений. Накануне праздника «Трёх королей», проводимого 6 января, заключалось пари: замёрзнет ли в этот день река или нет. Пари сопровождается шутливым ритуалом. В этот день процессия самых уважаемых в городе людей следует к реке Везер, чтобы проверить, замерзла ли она в этом году. Участники шествия наряжены в костюмы волхвов, старинные фраки и цилиндры. «Комиссия» из господ в цилиндрах в сопровождении «трёх королей», одетых в соответствующие костюмы наблюдает за действиями трясущегося от холода «портняжки» с утюгом в руках. «Президент ледового пари» призывает портняжку проявить мужество и перебежать с горячим утюгом на противоположный берег реки: «Если утюг останется горячим и на другом берегу, вы молодец. Если же река не замёрзла, считайте, что вы утопленник».